# Communauté de communes de la Région de Château-Thierry
La Communauté de communes de la Région de Château-Thierry est une ancienne structure intercommunale française, située dans le département de l'Aisne.

## Historique
Par l'arrêté préfectoral n°2016-1080 du 15 décembre 2016, la communauté de communes de la Région de Château-Thierry est dissoute le 31 décembre 2016 pour fusionner le 1er janvier 2017 avec la communauté de communes du canton de Condé-en-Brie et de la communauté de communes du Tardenois et l'intégration de vingt-une communes de la communauté de communes de l'Ourcq et du Clignon (Armentières-sur-Ourcq, Bonnesvalyn, Brumetz, Bussiares, Chézy-en-Orxois, Courchamps, Gandelu, Grisolles, Hautevesnes, La Croix-sur-Ourcq, Latilly, Licy-Clignon, Monthiers, Montigny-l'Allier, Neuilly-Saint-Front, Priez, Rozet-Saint-Albin, Saint-Gengoulph, Sommelans, Torcy-en-Valois et Vichel-Nanteuil), afin de former la communauté d'agglomération de la Région de Château-Thierry.

## Administration
| Période                                  | Période       | Identité         | Étiquette | Qualité          |
| ---------------------------------------- | ------------- | ---------------- | --------- | ---------------- |
| Les données manquantes sont à compléter. |               |                  |           |                  |
| avril 2014                               | décembre 2016 | Michèle Fuselier | PS        | Maire de Brasles |

## Composition
Elle était composée des communes suivantes :
| Nom                     | Code Insee | Gentilé                    | Superficie (km2) | Population (dernière pop. légale) | Densité (hab./km2) |
| ----------------------- | ---------- | -------------------------- | ---------------- | --------------------------------- | ------------------ |
| Château-Thierry (siège) | 02168      | Castelthéodoriciens        | 16,55            | 14 546 (2014)                     | 879                |
| Azy-sur-Marne           | 02042      | Azyciens                   | 2,78             | 401 (2014)                        | 144                |
| Belleau                 | 02062      | Belleausiens               | 6,72             | 139 (2014)                        | 21                 |
| Bézu-Saint-Germain      | 02085      | Bézuacois                  | 11,13            | 1 022 (2014)                      | 92                 |
| Blesmes                 | 02094      | Blesmois                   | 9,70             | 418 (2014)                        | 43                 |
| Bonneil                 | 02098      | Bonneillois                | 2,11             | 380 (2014)                        | 180                |
| Bouresches              | 02105      | Boureschois                | 7,52             | 201 (2014)                        | 27                 |
| Brasles                 | 02114      | Braslois                   | 7,45             | 1 394 (2014)                      | 187                |
| Brécy                   | 02119      | Brécyliens                 | 9,98             | 345 (2014)                        | 35                 |
| Chierry                 | 02187      | Cerisiens                  | 2,82             | 1 065 (2014)                      | 378                |
| Coincy                  | 02203      | Cossignaciens              | 17,24            | 1 332 (2014)                      | 77                 |
| Épaux-Bézu              | 02279      | Palusiens                  | 19,50            | 570 (2014)                        | 29                 |
| Épieds                  | 02280      | Épiedois                   | 18,66            | 384 (2014)                        | 21                 |
| Essômes-sur-Marne       | 02290      | Essomois                   | 28,55            | 2 781 (2014)                      | 97                 |
| Étampes-sur-Marne       | 02292      | Étampois                   | 2,24             | 1 217 (2014)                      | 543                |
| Étrépilly               | 02297      | Étreillérois ou Étreillois | 5,13             | 102 (2014)                        | 20                 |
| Fossoy                  | 02328      | Fossoyens                  | 7,18             | 553 (2014)                        | 77                 |
| Gland                   | 02347      | Glandinois                 | 5,65             | 457 (2014)                        | 81                 |
| Mézy-Moulins            | 02484      |                            | 4,48             | 526 (2014)                        | 117                |
| Mont-Saint-Père         | 02524      | Montépierrins              | 10,69            | 705 (2014)                        | 66                 |
| Nesles-la-Montagne      | 02540      | Cahouts                    | 17,21            | 1 228 (2014)                      | 71                 |
| Nogentel                | 02554      | Nogentellois               | 6,93             | 1 009 (2014)                      | 146                |
| Rocourt-Saint-Martin    | 02649      | Rocourtois                 | 5,76             | 264 (2014)                        | 46                 |
| Verdilly                | 02781      | Verdillats                 | 5,10             | 459 (2014)                        | 90                 |
| Villeneuve-sur-Fère     | 02806      | Villeneuvois               | 10,30            | 262 (2014)                        | 25                 |

## Démographie
| 1968   | 1975   | 1982   | 1990   | 1999   | 2006   | 2011   | 2012   |
| ------ | ------ | ------ | ------ | ------ | ------ | ------ | ------ |
| 22 699 | 25 448 | 28 160 | 30 143 | 30 518 | 30 726 | 31 458 | 31 403 |